# W指数
W指数是一个用于评价科研绩效的指标，在2008年由中国科学技术大学管理学院的吴强提出，它是H指数的一种变形。

## 定义
如果一个研究者有w篇文章至少有10w个引用，而其（w+1）篇文章引用数少于10(w+1)，则该研究者的指数为w。
例如史蒂芬·霍金的w指数为24，那么他有24篇文章被引用过至少240次。

## 与H指数的差异
W指数与H指数的差别在于它更强调顶尖科学家的顶尖文章，结果也有显著差异。
物理学家按W指数排名前五位是：爱德华·威滕（41），菲利普·安德森（26），史蒂芬·霍金（24），马文·科恩（23），弗朗克·韦尔切克（23）；如按H指数前五位：爱德华·威滕（110），马文·科恩（94），史蒂文·溫伯格（88），迈克尔·费雪（88）。
使用两种指标评价差别最大的是史蒂芬·霍金，他的H指数仅为62。

## W指数评价标准
1. W指数为1或2，研究者已经掌握一个课题的基本知识。
2. W指数为3或者4，研究者掌握了科研的诀窍。
3. W指数为5，这是一位成功的研究者。
4. W指数为10，一位杰出的科学家。
5. 工作20年后W指数超过15或30年后超过20，则是顶尖科学家。

## 缺陷
正如H指数被评价为不适合学术新人，W指数只适用于影响较大的研究者，对于一般的研究者来说，如H指数不足10则W指数始终为0。